# Église Notre-Dame de La Graverie
Pour les articles homonymes, voir Église Notre-Dame.
L'église Notre-Dame est une église catholique située à La Graverie, en France.

## Localisation
L'église est située dans le département français du Calvados, dans le bourg de La Graverie.

## Architecture
L'édifice est inscrit au titre des Monuments historiques depuis le 19 septembre 1928.